# 巴木错
巴木错（藏語：དཔའ་མཚོ，威利转写：dpa' mtsho，THL：Pa Tso）位于中国西藏自治区那曲市班戈县境内，地处班戈县东部，念青唐古拉山北麓，湖面海拔4555米，面积190.9平方公里。湖区年均降水量300～400毫米左右，年均气温0～2℃。湖水主要靠地表径流补给。